# Holocentropus varangensis
Holocentropus varangensis är en nattsländeart som beskrevs av Wolfram Mey 1987. Holocentropus varangensis ingår i släktet Holocentropus och familjen fångstnätnattsländor. Inga underarter finns listade i Catalogue of Life.